# BATSUGUN
『BATSUGUN』（バツグン）は、1993年に発売されたアーケードゲームである。ジャンルは縦スクロール型シューティングゲーム。販売はタイトー、製作は東亜プラン。

## 概要
当時の縦スクロールシューティングゲームにおける流行を積極的に盛り込み、アイテムによる武器選択がゲーム開始前の機体セレクトに変更され、併せてパイロットのキャラクターも設定された。また、自機、敵機両方の攻撃が非常に派手になった。
翌年東亜プランは倒産。結果的に東亜プラン最後のタイトルとなった。

## ストーリー
政府に反抗するグレイドバラン革命軍はついにイプシロン計画を実行。目的のためなら手段を選ばない革命軍。その魔の手によって、1千万もの罪なき命が奪われてしまった。しかし、政府軍にはもう立ち向かえる戦艦や戦闘機は1機たりとも残っていなかった。誰もが希望を失いかけていた時、政府に通信が届いた。偶然にもイプシロン計画の被害を受けていない海底秘密基地に最新の特殊戦闘機が残っているという。そこで政府は、残存部隊の中からスカルホーネット隊を選抜し、世界を救うべく任務を与えた。しかし、この通信はすでに革命軍によって盗聴されていた。海底秘密基地に向かったスカルホーネット隊。その後をグレイドバラン革命軍が追う。世界の運命をかけた戦いが始まろうとしていた。

## ゲームシステム
8方向レバーと2ボタン（ショット、ボンバー）によって自機を操作する。ショットはPアイテムでパワーアップする他、経験値によってレベルアップする（後述）。ボンバーボタンで回数制限のあるボンバーを使用できる。
全5ステージ、1周エンド。

### レベルアップシステム
敵機を破壊することにより、画面下部の経験値ゲージが増加する。最大まで溜まるとエフェクトとともに自機が変形し、ショットが大幅に強化される。
レベルアップは3段階まで。その後も経験値は蓄積され、ゲージが最大まで溜まるとボンバーアイテムが出現する。

### ダブルボンバー
2人同時プレイ時に同時にボンバーボタンを押すことで、通常のボンバーの威力3倍、画面全体を覆いつくすダブルボンバーを発射できる。

### 登場機体
3種類の機体から選択する。また、1P側と2P側で異なるパイロットが設定されており、ステージクリア時の台詞やエンディングが異なる。
- スカイミラージュ（大空の幻影） - 広範囲にショットをセミオート連射する「メガウェイショット」。レベルアップ後は連射力は低いが強力なミサイルが加わる。
- ドラゴンズウィスパー（竜の吐息） - 前方に雷状のレーザーを放ち、さらにボタン連打でスパークを発射する「サンダースパークレーザー」。レベルアップ後は斜め前方へのショットが加わり、さらにスパークに誘導能力が付加される。
- ジャッジメントフラッシャー（審判の閃光） - 押しっぱなしでウェーブショットをフルオート連射する「スプレッドウェーブ」。ボタンを放すと多方向弾に分裂する。レベルアップ後はレーザーを発射するオプションが自機の左右に付く。

### 登場人物
声優は『EXAレーベル』のもの。
ジーノ=リムルシュテット
声 - うえだゆうじ
正式なスカルホーネット隊員。
ベルティアナ=ディバイン
声 - 平松晶子
壊滅した前スカルホーネット隊の生き残りで、気が強く負けず嫌いな性格。元上官であるグレイドバランに弟を殺された。
アイスマン（本名不詳）
声 - 子安武人
金で雇われた傭兵。一流ビジネスマンとして過ごしていたが革命が起こり、「軍隊全滅」の情報を耳にした彼は革命軍に立ち向かうことを決意。
ロム=シュナイダー
声 - 麦人
海底基地の裏口とは知らずに無人島を探索していたら、兵隊に連れて行かれ、「飛行機を操縦できる」というだけで戦闘機に搭乗することになった。
アルティーノ=トリューデュ
声 - 南央美
秘密海底基地の整備員。スカッとすることが大好きでパイロットに憧れていた。戦闘機の発進準備が出たときに我慢できず、正規のパイロットが搭乗する前に発進してしまった。
オリシス=R・グレイドバラン
声 - 緑川光
革命軍のリーダーであるレノセルバ=A・グレイドバランの実の息子。父のやり方に間違いを感じた彼は身柄を捨て政府軍に加わった。

## スペシャルバージョン
通常版からの主な変更点は以下が挙げられる。
- 1人プレイのときもダブルボンバーが使える。
- 当たり判定が1ドットに縮小。
- レベルアップ時に敵弾を1回防げるバリアがつく。バリアがついている間は移動すると残像が残る。
- 4周までのループゲーム。2周目からは1面ずつ減っていくので、5+4+3+2=全14ステージ構成。2周目からは猛烈な打ち返し弾があり、難易度が非常に高くなる。

## EXAレーベル
2022年12月に発表、2023年6月16日稼働開始。通常版の変更点は以下の通り。
- UIガジェット機能追加
- 声優のボイスが追加
- プレイヤー側に関係なく自機を選択可能
- スコアのカンスト不可能へ
- ORIGINALモードとSPECIALモード搭載
- モードをSPECIAL'とEXA LABELと極みモードを追加。これらのモードはこのバージョンしか存在しない。
- BGM選択機能の追加（オリジナルサウンドトラックのHDステレオ版、サターンのアレンジ、ヨナオケイシによってEXAの新規アレンジ）

## 移植
| No. | タイトル                                | 発売日             | 対応機種                                                    | 開発元             | 発売元                                   | メディア                                | 型式     | 備考                                                                       |
| --- | --------------------------------------- | ------------------ | ----------------------------------------------------------- | ------------------ | ---------------------------------------- | --------------------------------------- | -------- | -------------------------------------------------------------------------- |
| 1   | BATSUGUN                                | 1996年10月25日     | セガサターン                                                | ガゼル             | バンプレスト                             | CD-ROM                                  | T-20605G |                                                                            |
| 2   | BATSUGUN                                | 2022年7月28日      | アストロシティミニ V                                        | 瑞起               | セガトイズ                               | プリインストール                        | -        | アーケード版の移植 本体にあらかじめインストールされた22作品の1つとして収録 |
| 3   | BATSUGUN サターントリビュート Boosted   | 2023年5月25日      | PlayStation 4 Nintendo Switch Xbox One Windows              | シティコネクション | シティコネクション                       | BD-ROM ダウンロード                     | -        | セガサターン版の移植                                                       |
| 4   | Batsugun                                | INT 2024年2月1日   | Windows                                                     | Bitwave Games      | Bitwave Games                            | ダウンロード （Steam、GOG.com）         | 2023000  | アーケード版の移植                                                         |
| 5   | Amusement Arcade TOAPLAN                | INT 2024年11月16日 | iOS Android                                                 | TATSUJIN           | TATSUJIN                                 | ダウンロード （App Store、Google Play） | -        | アーケード版の移植 東亜プラン制作のゲーム25本をカップリング。              |
| 6   | 東亜プラン アーケードコレクション VOL 1 | INT 2025年8月28日  | Nintendo Switch PlayStation 4 PlayStation 5 Xbox Series X/S | Bitwave Games      | シティコネクション INT Clear River Games | ダウンロード                            | -        | アーケード版の移植                                                         |

- セガサターン
  - ノーマルとスペシャルの両バージョンを収録。またBGMはアレンジモードも追加されている。
- アストロシティミニ V
  - ノーマルバージョンを収録。
- Nintendo Switch、PlayStation 4、Xbox One、Steam
  - サターントリビュート Boostedレーベルによる移植で、2023年5月25日発売[5][6][7]。Nintendo Switch版、PlayStation 4版はパッケージ版も販売。セガサターン版ベースの移植である[8]。新規UI、リワインド、クイックセーブ&ロード、ステージセレクト、オンラインランキングなどの追加機能が実装されている。BGMは「Original」「Arrange」「PCB Ver.」そしてゲストアレンジャーの細江慎治らによって新たに書き下ろされた新規アレンジ「Boosted Remix」の4つの内から選べる。

## 書籍
- BATSUGUN-TRUTH STORY BATSUGUN-：COMIC+MUSIC CD+MAKING（2017年9月8日、徳間書店） ISBN 978-4198644703

本作のグラフィックデザイナーで、現在は漫画家の井上淳哉により『ゲーム必勝ガイド』誌上で連載されたコミカライズ作品。同誌の休刊に伴い未完のまま連載終了したが、誌面掲載分と同人誌頒布分を大幅に加筆・修正して収録。ほか開発者による座談会を掲載、さらにサウンドトラックや細江慎治によるアレンジ曲を収録したCD付き。